# Ruczyn
Ruczyn (biał. Ручын, Ruczyn; ros. Ручин, Ruczin) – wieś na Białorusi, w obwodzie mińskim, w rejonie stołpeckim, w sielsowiecie Rubieżewicze.
Współcześnie w skład miejscowości wchodzą dawne okolice szlacheckie Ruczyn i Kosabuszczyzna oraz folwark Nieszota.

## Historia
W XIX i w początkach XX w. położony był w Rosji, w guberni mińskiej, w powiecie mińskim, w gminie Rubieżewicze.
W dwudziestoleciu międzywojennym leżał w Polsce, w województwie nowogródzkim, w powiecie stołpeckim, w gminie Rubieżewicze. W 1921 Ruczyn liczył 85 mieszkańców, zamieszkałych w 11 budynkach, w tym 76 Polaków, 8 Żydów i 1 Białorusina. 75 mieszkańców było wyznania rzymskokatolickiego, 8 mojżeszowego i 2 prawosławnego.
Po II wojnie światowej w granicach Związku Sowieckiego. Od 1991 w niepodległej Białorusi.